# دیوگو ناسیمنتو
دیوگو ناسیمنتو (انگلیسی: Diogo Nascimento؛ زادهٔ ۲ نوامبر ۲۰۰۲) بازیکن فوتبال اهل پرتغال است که در حال حاضر برای ویزلا در پست هافبک بازی می‌کند.
وی همچنین در تیم‌های ملی فوتبال زیر ۱۸ سال و زیر ۲۰ سال پرتغال بازی کرده است.

## دوران باشگاهی
ناسیمنتو که سابقه بازی برای اسپورتینگ و بلننسس را داشت، در سال ۲۰۱۴ به بنفیکا پیوست. او در ژوئیه ۲۰۲۱ نخستین قرارداد حرفه‌ای‌اش را امضا کرد.
در ژوئن ۲۰۲۳، ناسیمنتو با ویزلا از لیگ برتر پرتغال قراردادی دوساله امضا کرد. در ۲۳ ژانویه ۲۰۲۴، پس از انجام ۲۲ بازی در تمام رقابت‌ها برای تیم اصلی، او قراردادش را تا ژوئن ۲۰۲۷ تمدید کرد.

## دوران ملی
ناسیمنتو در رده‌های پایه برای تیم ملی پرتغال بازی کرده است.